# 梅尔菲森特
梅尔菲森特（英語：Maleficent，又译玛列菲森、那达生、黑巫婆、魔莉妃和梅菲瑟），是1959年迪斯尼动画电影《睡美人》中的虚构角色。在動畫中由艾麗諾·奧黛麗配音。

## 動畫人物簡介

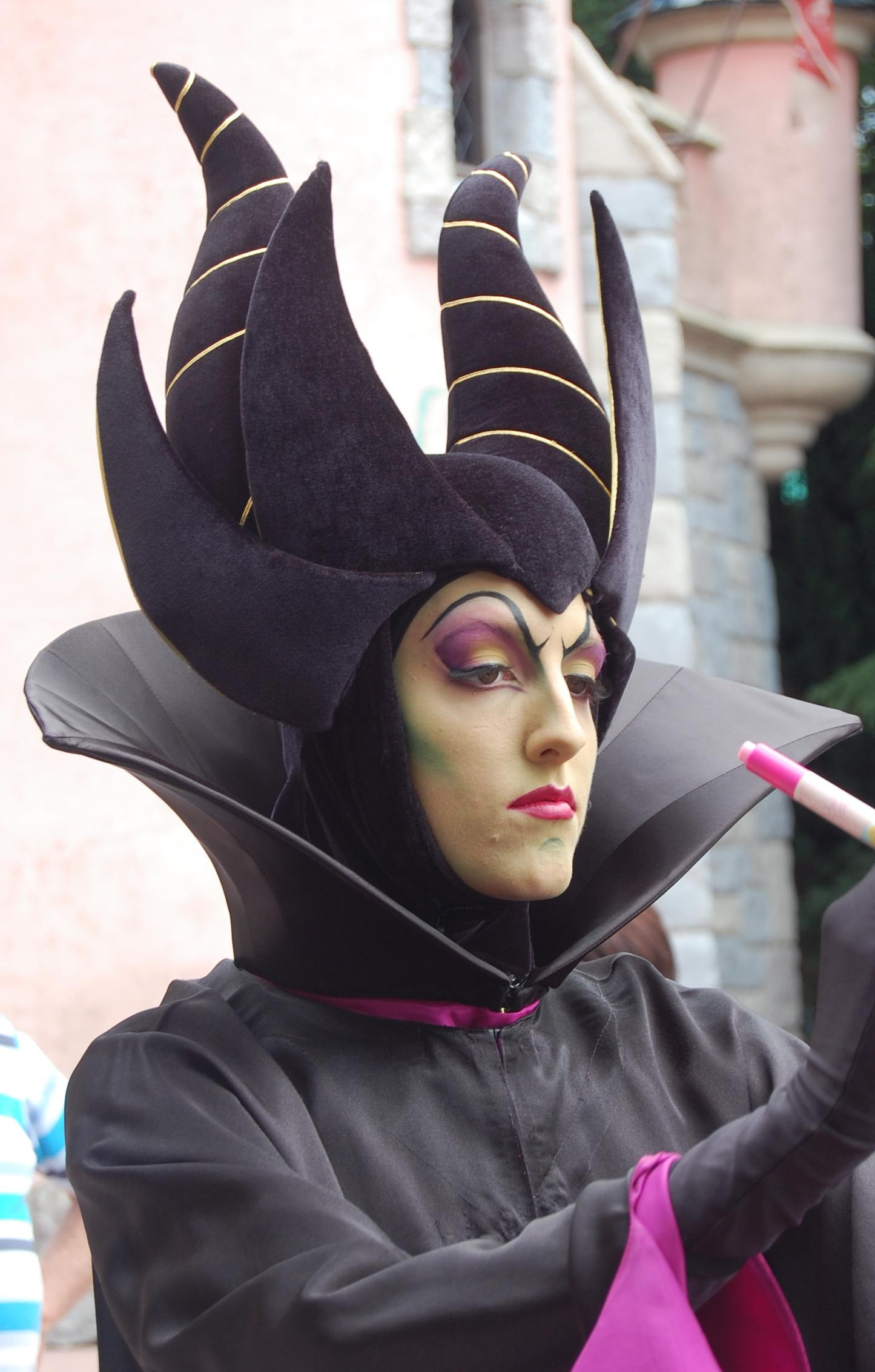

自称为“万恶女神”，是深居禁忌之山魔窟中的壞仙子。因为公主诞生的庆典没受到邀请而对公主施下诅咒。故事末尾与菲利普王子对决时变身为巨大的黑色喷火龙，后被王子用神剑刺死。
她被认为是迪士尼反派中最强大和最凶恶的角色，很多时候被视为这些反派角色中的头目。

## 影視作品

### 电影
| 飾演梅爾菲森特演員 | 片名                 | 備註 |
| 安洁莉娜·裘莉      | 《黑魔后：沉睡魔咒》 | 迪士尼计划于2012年翻拍50年前的睡美人电影，但一反常态由反派观点叙述，成为第一部以她为中心的迪士尼电影。2014年5月30日于美国上映。 |

## 備註
1. ↑  很多人誤會梅尔菲森特是黑魔女，事實上她是在官方定位是壞仙子，但有時連迪士尼公司自己也會弄錯是女巫。詳見